# Trifluorometanossulfonato de dibutilboro
Trifluorometanossulfonato de dibutilboro (também chamado triflato de dibutilboro ou DBBT, do inglês  dibutylboron trifluoromethanesulfonate) é um reagente em química orgânica. Sua fórmula química é C9H18BF3O3S. É usado em síntese assimétrica por exemplo na formação de enolatos de boro na  reação aldólica.